# Phare de Berlenga
Le phare de Berlenga (ou phare de Duque da Bragança) est un phare situé sur l'île Berlenga Grande de l'Archipel des Berlengas sous l'autorité de la municipalité de Peniche, dans le district de Leiria (Région Centre du Portugal).
Il est géré par l'autorité maritime nationale du Portugal à Oeiras (Grand Lisbonne).
Ce phare a été l'un des phares à recevoir un système optique des plus grands au monde, et l'un des deux au Portugal avec lequel il est encore en service au phare du cap Saint-Vincent. Son hyper-lentille de Fresnel de 1.330 mm de longueur focale est conservé dans le Pólo Museológico da Direcção de Faróis à Paço de Arcos (pt) dans le Grand Lisbonne.

## Histoire
La construction d'un phare, dans l'Archipel des Berlengas avait été commandé sous l'ordre du Marquis de Pombal en date du 1er février 1758. Cependant, il fallut attendre un autre ordre du ministère des Finances du Portugal émis en 1836, pour que sa construction se fasse sous les ordres de l'ingénieur Gaudencio Fontana. Le phare a été achevé en 1841 et il consistait en une tour de 29 mètres de haut, pyramide tronquée sur une base carrée, en maçonnerie et peinte en blanc, comme aujourd'hui. Les bâtiments annexes pour le logement des gardiens de phare et leurs familles ont été réalisés entre 1851 et 1860.
Il fut mis en service en 1842 avec une lentille catoptrique à miroir parabolique illuminée par des lampes à huile de type Argand. Il émettait une lumière blanche continue interrompue par des éclipses de 8 secondes environ toutes les 3 minutes. Cette caractéristique a été très critiquée parce qu'elle était dit qu'il était impossible de la distinguer des autres lumières de la côte.
En 1883, l'optique est modifiée par l'installation de lentilles catadioptriques hyperradiantes. Cette lentille de Fresnel de 1.330 mm de longueur focale est montée sur un mouvement d'horlogerie qui lui a fait faire une rotation complète toutes les 30 secondes. Elle a été éclairée par une lampe à incandescence à vapeur de pétrole et avec une caractéristique d'un groupe de 3 éclats toutes les 30 secondes.
En 1926, le phare a été électrifié avec une installation de puissants générateurs. La lampe a été remplacée par une lampe électrique à inscandescence qui lui a donné une portée lumineuse de 36 milles nautiques (environ 65 km).
En 1975, les familles des gardiens du phare ont été transférées au phare du cap Carvoeiro. En 1985, le phare a été automatisé. L'appareil optique hyper-radiant a été démonté et remplacé par une petite lampe de 400 mm de longueur focale qui est alimentée, depuis 2000, à l'énergie solaire.
En 1924, une sirène de brouillard à air comprimé a été installée, qui fut remplacé en 1936 par deux trompes électrodynamiques et en 1985 pour une corne de brume moderne. En outre, en 1941, il a été installé un radiophare qui a désactivé en 2001 après avoir perdu son utilité pour la navigation.
Identifiant : ARLHS : POR004 ; PT-136 - Amirauté : D2086 - NGA : 3336.
|                        |
| Île de Berlenga Grande |

|               |
| Plan de l'île |

## Photos

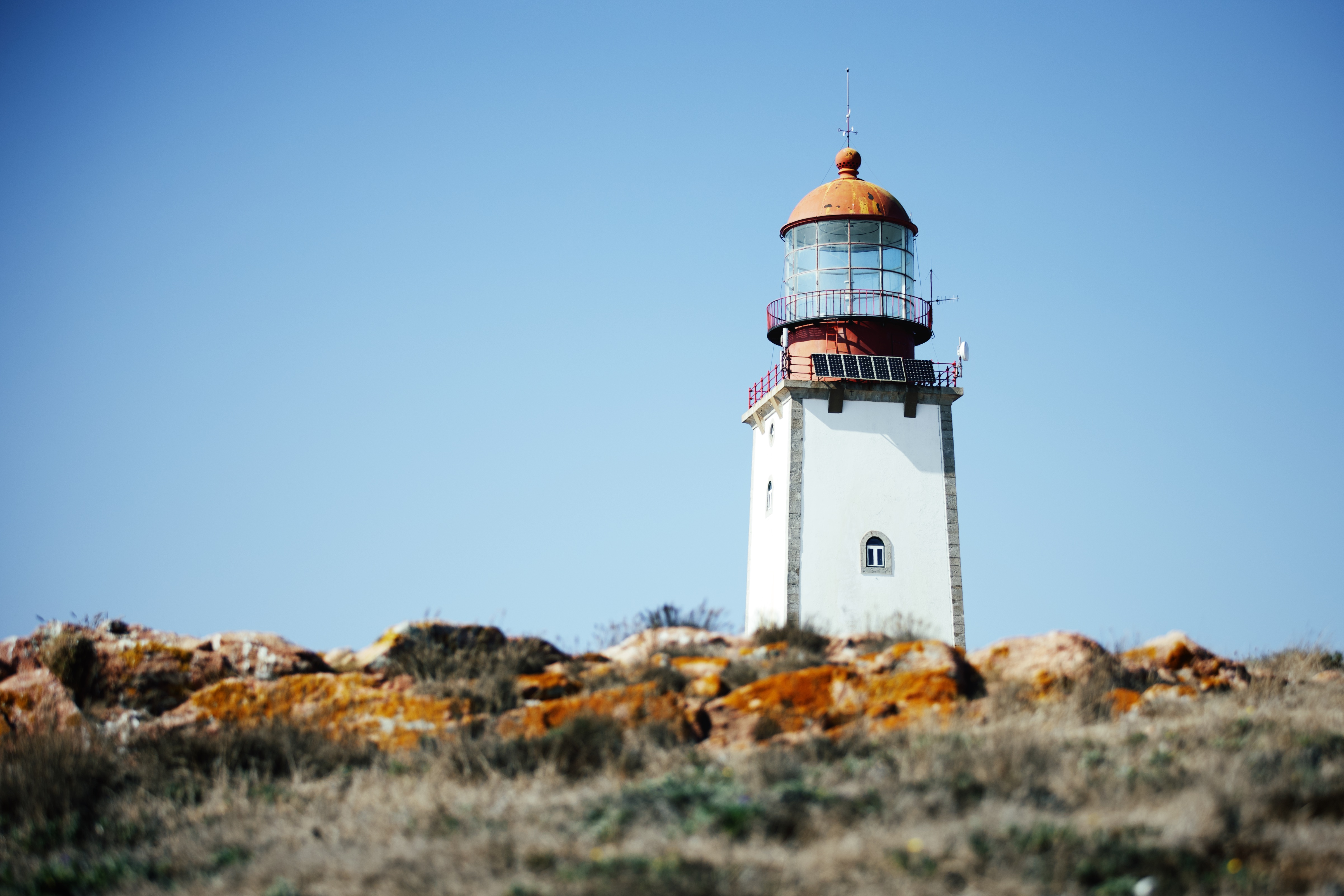
Phare de l’île de Berlenga Grande (2022)
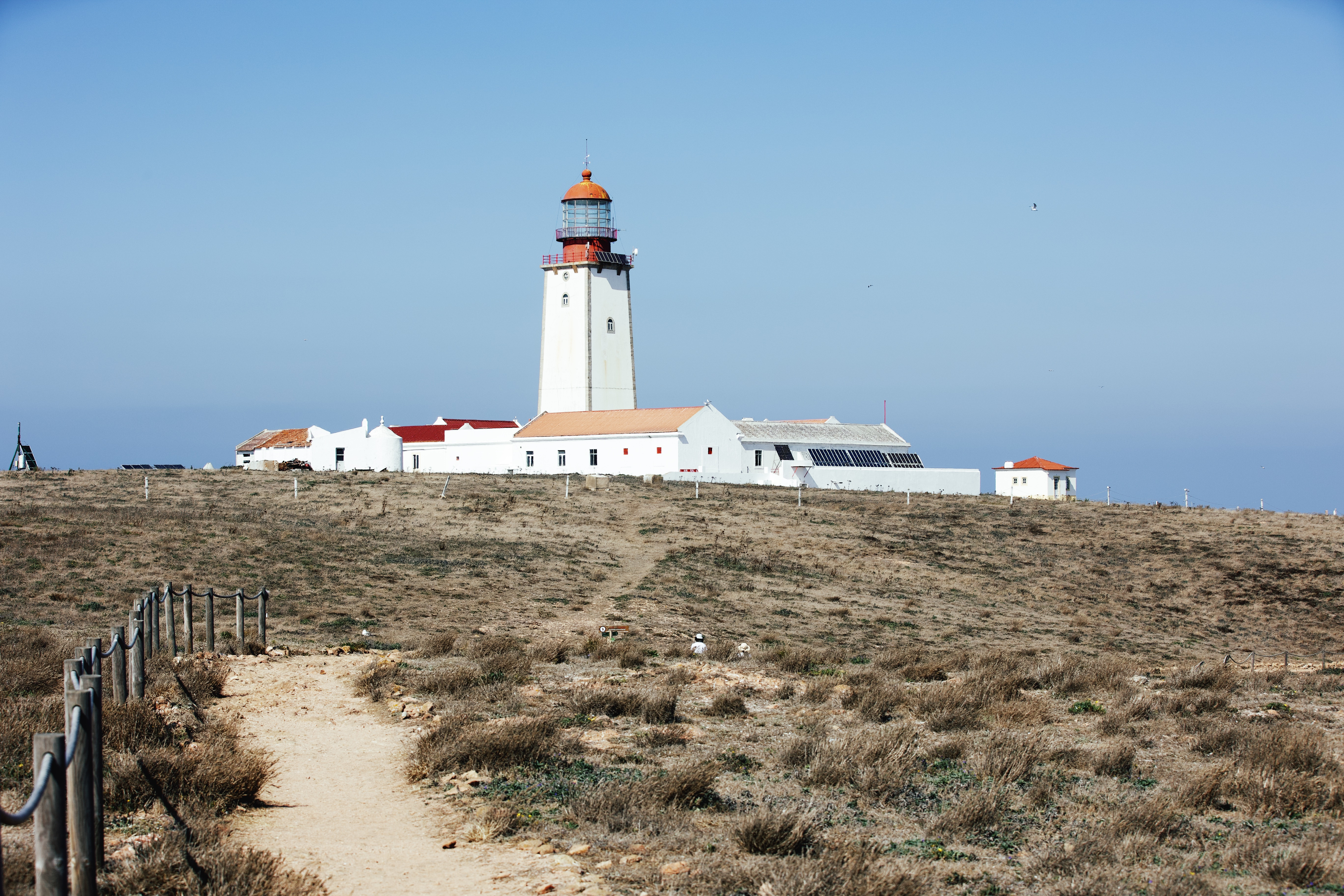
Phare de l'île Berlenga Grande (2022)
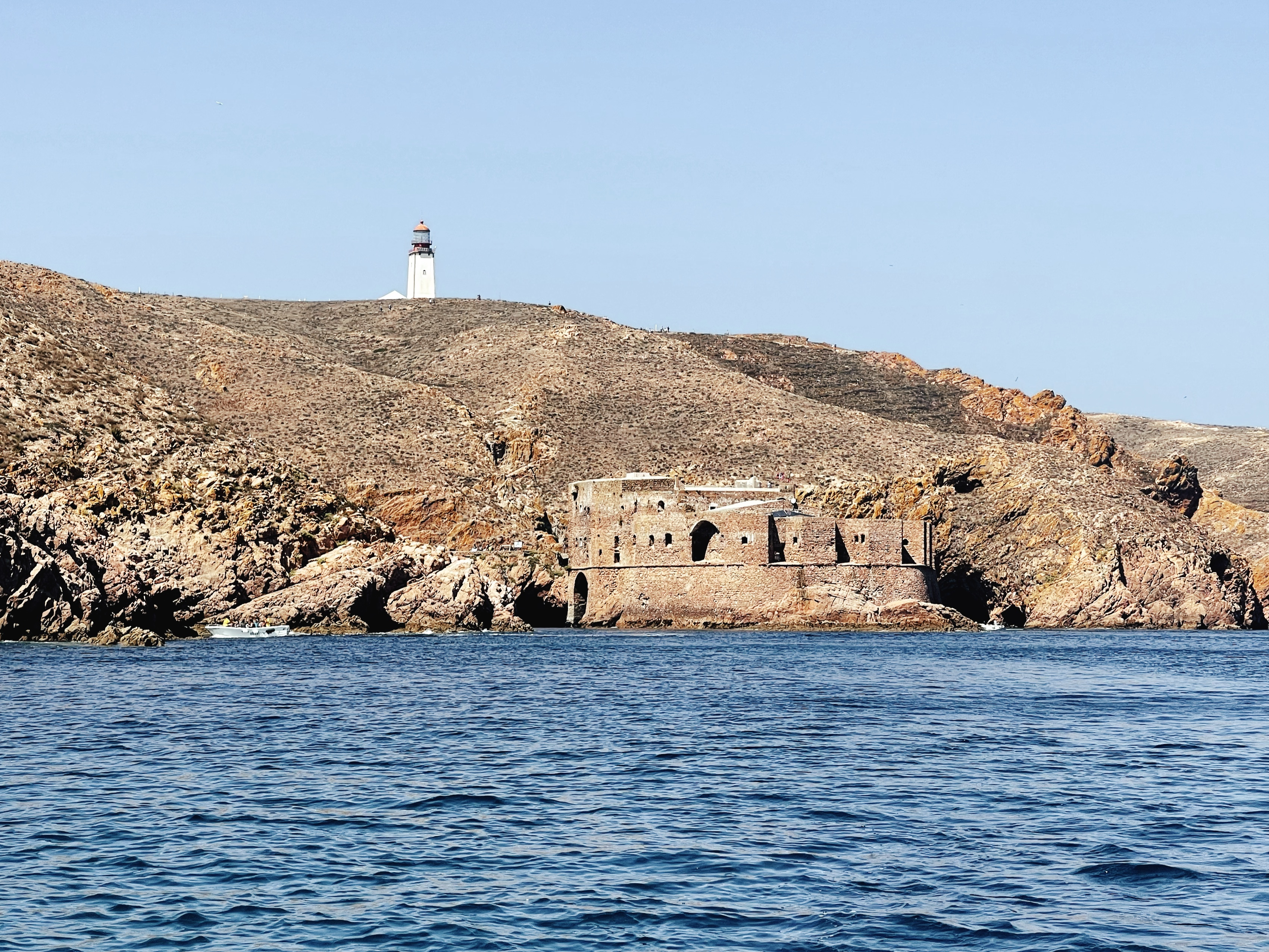
Phare de l'île Berlenga Grande (2022)
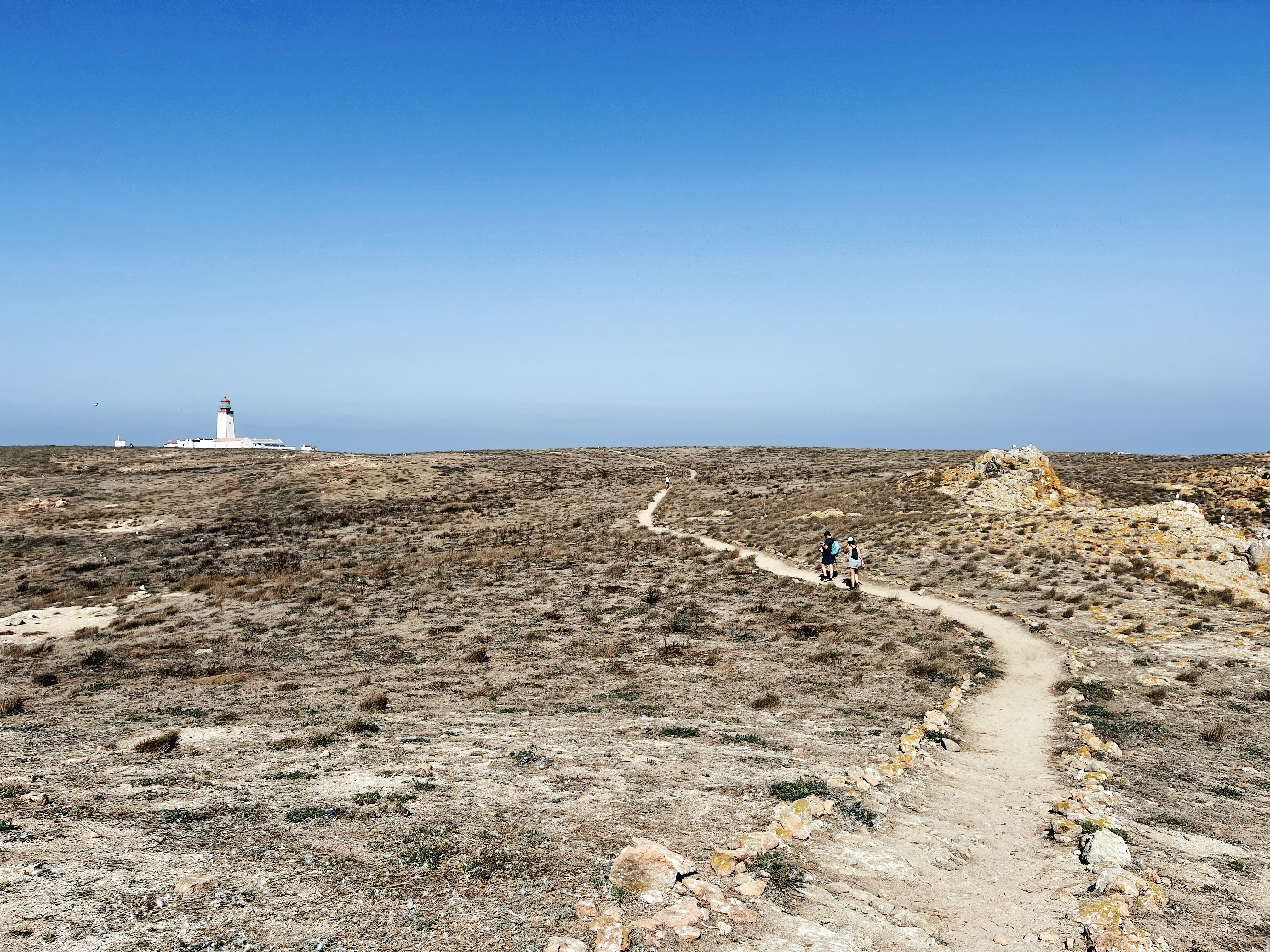
Phare de l'île Berlenga Grande (2022)
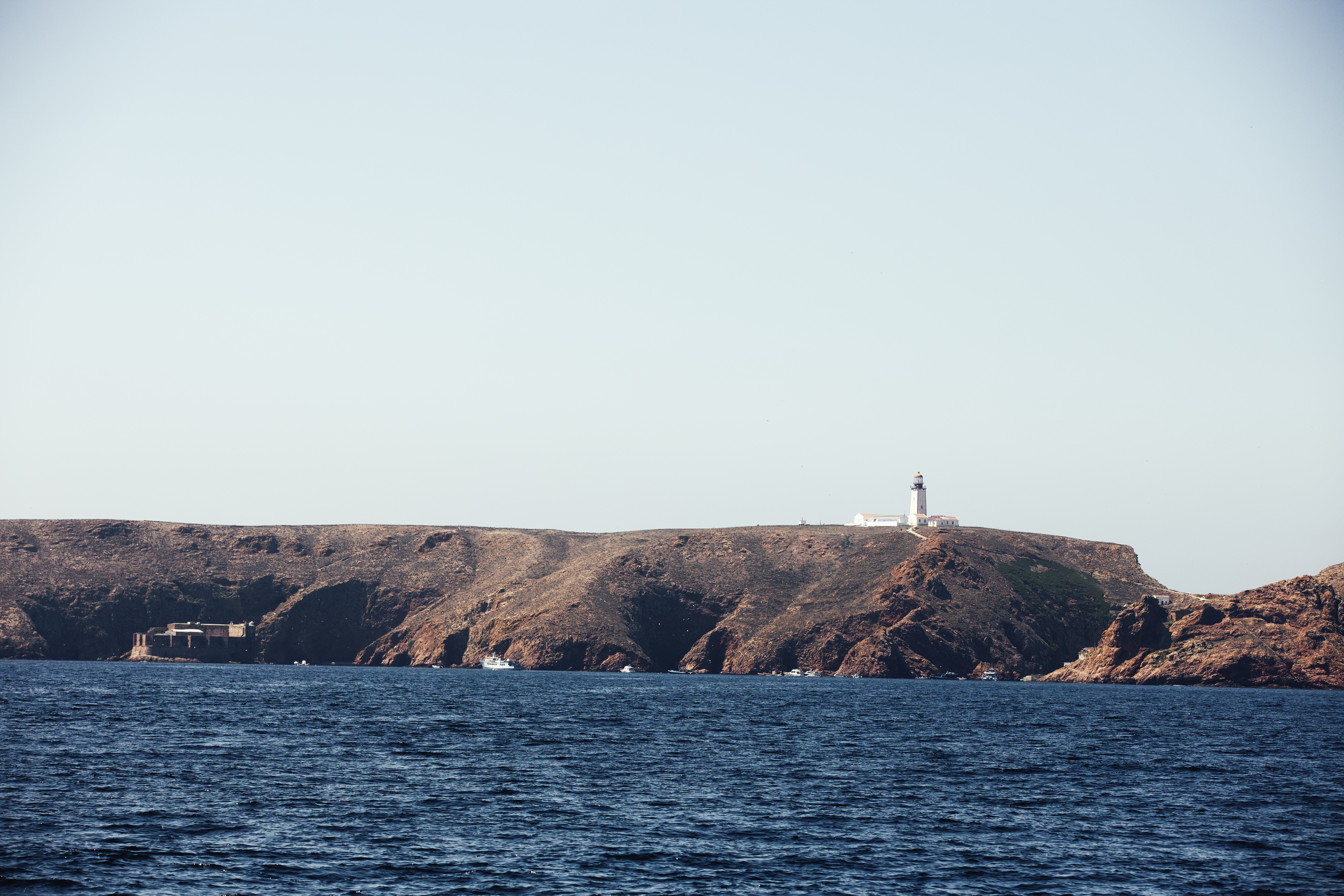
Phare de l'île Berlenga Grande (2022)

### Lien connexe
- Liste des phares du Portugal